# Ethel Warwick

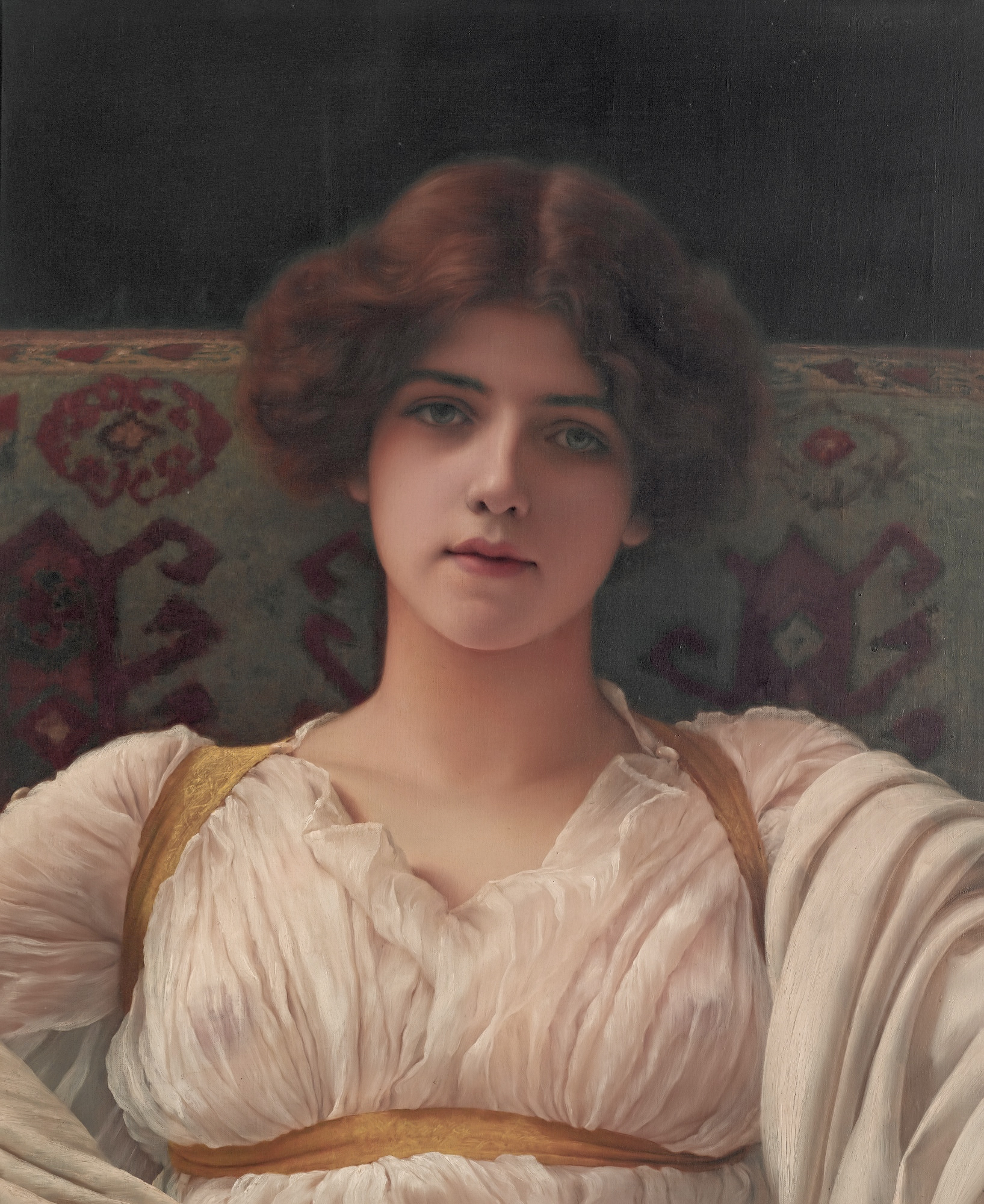
John William Godward, Study of miss Ethel Warwick, 1898.

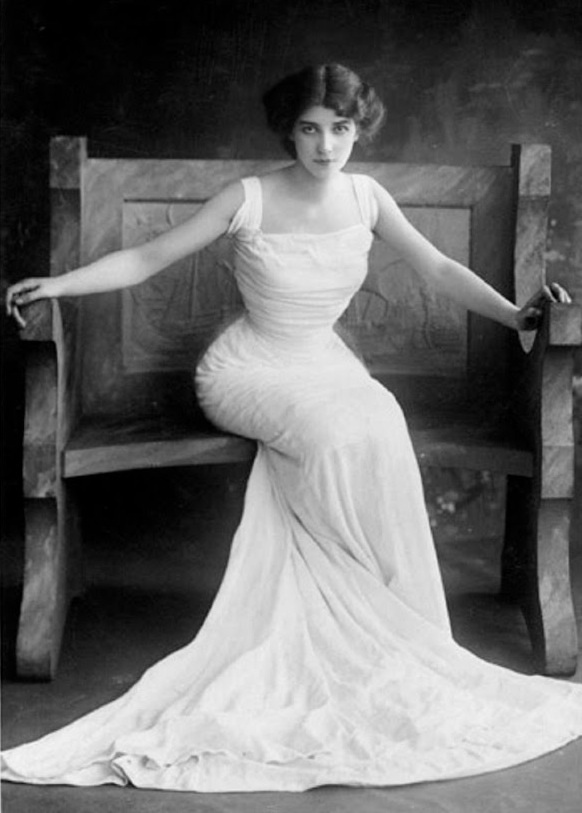
Ethel Warwick år 1900.

Ethel Maude Warwick, född 13 oktober 1882 i Hardingstone i Northamptonshire, död 12 september 1951 i Bognor Regis i West Sussex, var en brittisk målare, fotomodell och film- och teaterskådespelare.

## Biografi
Ethel Warwick var dotter till Frank och Maude Warwick och gick i skola i Margate och Hampstead.
I början av 1890-talet flyttade hon till West Kensington och påbörjade en konstnärlig utbildning på Black School of Art (Camden Town) och Royal Polytechnic (nu University of Westminster), där hon också arbetade som konstnärsmodell för att kunna betala skolavgiften.
Under åren 1894–1905 arbetade hon även som modell åt flera kända konstnärer. Exempelvis Herbert James Draper, som då var en mycket berömd målare, och hon finns på flera av hans mest kända verk, exempelvis The Lament for Icarus, 1898. Men även åt andra av tidens storheter såsom James McNeill Whistler, John William Godward och Philip Wilson Steer. Hon arbetade också som modell åt fotografen Edward Linley Sambourne.
Trots att hon fortsatte måla och betraktades som en skicklig konstnär, kom hon att i stället söka sig till teatern. Hon fick undervisning av den kända skådespelaren Henry Gartside Neville (1837–1910), i hans ”Drama School” på Oxford Street.
Som skådespelare debuterade hon år 1900 med The Corsican Brothers av Dion Boucicault på Grand Theatre i Fulham. Den 24 mars 1906 gifte hon sig med skådespelaren Edmund Waller, son till skådespelaren Lewis Waller (1860–1915).
Paret gjorde en lång teaterturné i södra Afrika och Australien. År 1910 återvände de till London, där Waller tog över förvaltningen av Queen's Theatre. År 1915 skilde hon sig från Waller, men fortsatte med en livsstil som hon inte längre hade råd med. Trots att hon efter skilsmässan påbörjat en filmkarriär slutade det i personlig konkurs 1923. Totalt deltog hon i nio filmer, den sista vid 54 års ålder.
Ethel Warwick dog knappt 69 år gammal på ett äldreboende i badorten Bognor Regis i södra England.

## Filmografi
- The Bigamist (1916)
- The Magistrate (1921)
- The Great Gay Road (1931)
- Keepers of Youth (1931)
- Bachelor's Baby (1932)
- Strike It Rich (1933)
- Letting in the Sunshine (1933)
- The Man Outside (1933)
- Crime Over London (1936)